# Sentido (percepción)

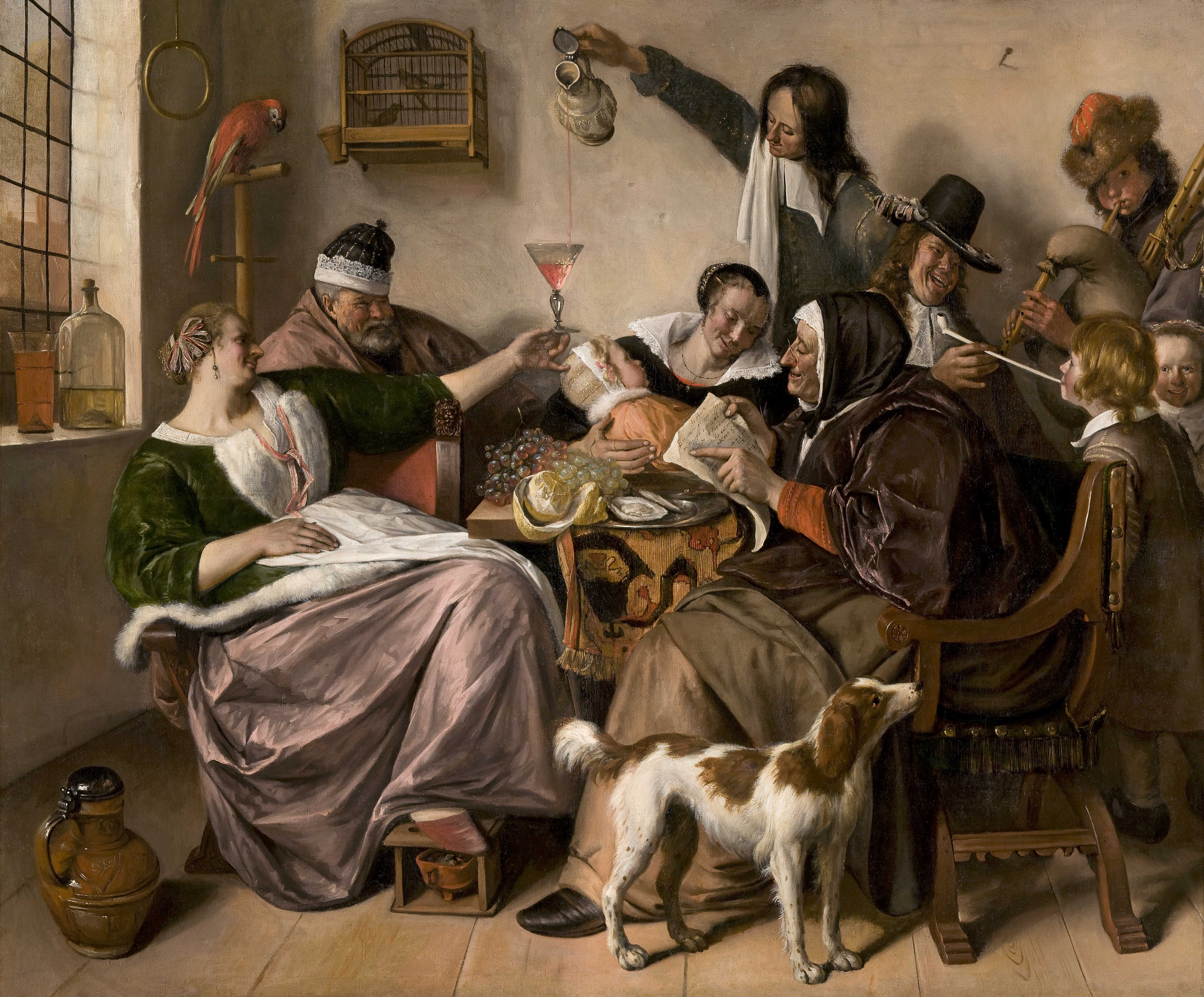
Así como lo escuchas, así lo cantas./Como cantan los viejos, así cantan los jóvenes, cuadro sin título de Jan Steen en el que concurren los sentidos.

 Los sentidos son el mecanismo fisiológico de la sensación, y permiten obtener información de lo que está a nuestro alrededor así como determinados estados internos del organismo.
Aunque tradicionalmente se hablaba de cinco sentidos, hoy en día se enumeran más, puesto que los investigadores no se ponen totalmente de acuerdo en cuanto a su número y clasificación.
El estudio y la clasificación de los sentidos se lleva a cabo, sobre todo, a través de las neurociencias, la psicología cognitiva y la filosofía de la percepción.

## En los seres humanos

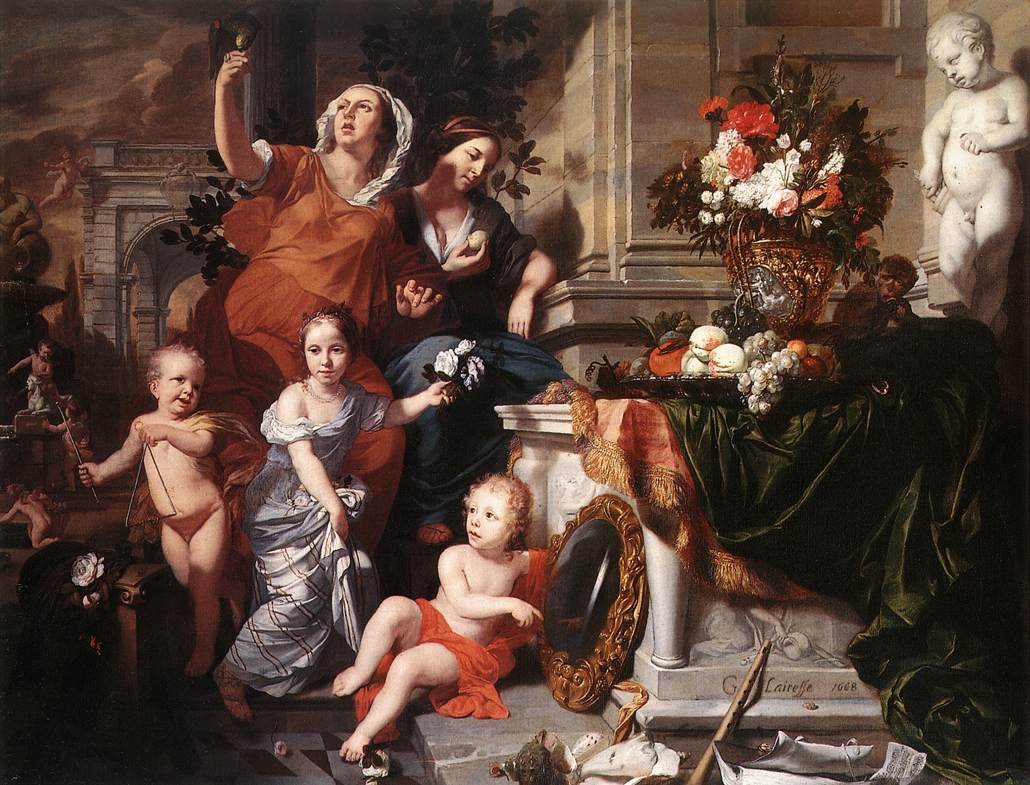
Alegoría de los cinco sentidos (1668), de Gérard de Lairesse, Museo de Glasgow.

Los seres humanos cuentan, tradicionalmente, con cinco sentidos, además de otros adicionales:

### Los cinco sentidos
- Sentido de la vista o de la visión: es la capacidad de detectar las ondas electromagnéticas dentro de la luz visible por el ojo e interpretar por el cerebro la imagen como vista. Existe desacuerdo de si constituye uno, dos o tres sentidos distintos, dado que diversos receptores son responsables de la percepción del color (frecuencia de la luz) y el brillo (energía de la luz). Algunos discuten que la percepción de la profundidad también constituye un sentido, pero se conoce que esto es realmente una función post-sensorial cognitiva derivada de tener visión.
- Sentido del tacto: es la percepción de la presión, generalmente en la piel.
- Sentido del oído o de la audición: es el sentido de la percepción de vibraciones del medio que oscilen entre 20 y 20000 Hz. El sonido se puede también detectar como vibraciones conducidas a través del cuerpo por el tacto. Las frecuencias que están fuera del campo citado, más bajas y más altas, solamente se detectan de esta manera.
- Sentido del gusto o de sabor: es uno de los dos sentidos químicos del cuerpo. Es bien sabido que existen por lo menos cuatro tipos de gustos o receptores en la lengua y, por lo tanto, como es de esperar, son los anatomistas quienes discuten si estos constituyen cuatro o más sentidos, dado que cada receptor transporta la información a una región ligeramente diferente del cerebro. Los cuatro receptores bien conocidos detectaron el dulce, el salado, el amargo y el ácido, aunque los receptores para dulce y amargo no se han identificado definitivamente. Un quinto receptor para una sensación llamada umami se describió por primera vez en 1908 y su existencia se confirmó en el año 2000. El receptor del umami detecta el aminoácido glutamato, un sabor encontrado comúnmente en la carne, y en condimentaciones artificiales tales como glutamato monosódico.
- Sentido del olfato o del olor: es el otro sentido químico. Es diferente al del gusto, hay centenares de receptores olfativos, cada uno se une a una molécula de características en particular, según la teoría actual. En el cerebro, el olfato es procesado por el sistema olfativo. Las neuronas olfativas del receptor en la nariz se diferencian de la mayoría de las otras neuronas que mueren y regeneran sobre una base regular. Hay que destacar que en organismos acuáticos no hay diferencia importante entre el olor y el gusto. Richard Axel y Linda Buck obtuvieron el Premio Nobel de Fisiología y Medicina 2004 por su trabajo sobre el olfato, publicado primero en un artículo en 1991 que describió la gran familia de cerca de mil genes que codifican los receptores del olor y cómo los receptores se relacionan con el cerebro.

### Sentidos adicionales

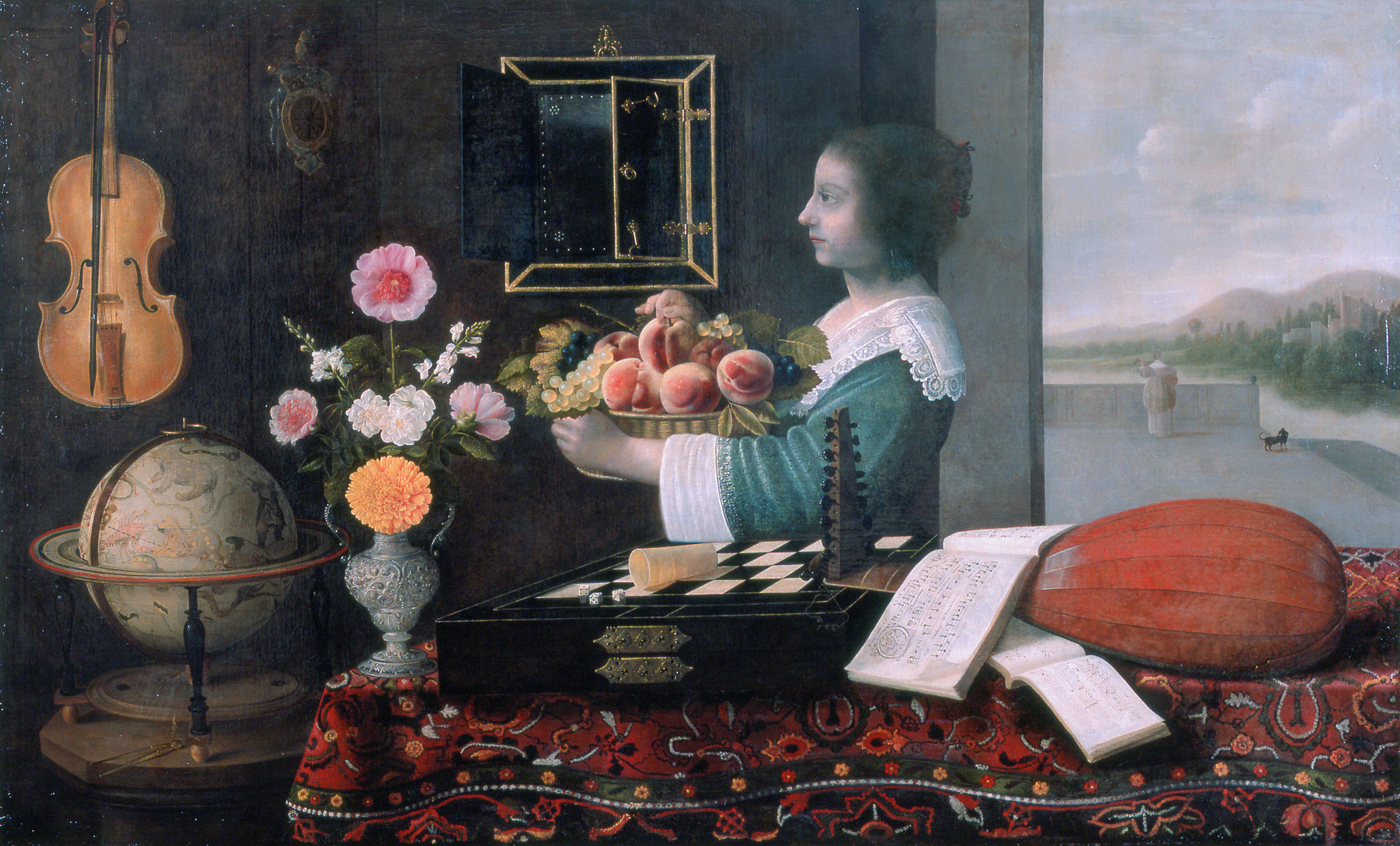
El verano o los cinco sentidos (1633), de Sebastian Stoskopff, Musée de l'Œuvre Notre-Dame, Estrasburgo.

Los sentidos restantes se pueden considerar tipos de tacto o sensación física del cuerpo (somatosensación):
- La termorrecepción o sentido del calor es tanto la percepción del calor como de su ausencia (frío), que puede considerarse una forma diferente  de calor. Es también el primero del grupo de sentidos no identificados explícitamente por Aristóteles. Existe otra vez un cierto desacuerdo sobre cuántos sentidos representa este realmente debido a que los termorreceptores de la piel son absolutamente diferentes de los termorreceptores homeostáticos que proporcionan la regulación de la temperatura interna del cuerpo.
- La nocicepción o sentido del dolor es la percepción del dolor. Los tres tipos de receptores del dolor son cutáneos (piel), somáticos (articulaciones y huesos) y viscerales (órganos del cuerpo).
- La propiocepción o sentido kinestésico es la percepción del conocimiento del cuerpo o de la situación de las diferentes partes de nuestro cuerpo.
- La equilibriocepción o sentido del equilibrio es la sensación del equilibrio y se relaciona con las tres cavidades semicirculares que contienen líquido en el oído interno, permitiendo la detección de los tres ejes del espacio; arriba-abajo, izquierda-derecha y adelante-atrás.

- En la Universidad de Washington en St Louis, Estados Unidos, estudios muestran que podría descubrirse un "sentido de alerta" al peligro, ubicado en la corteza cingulada anterior del cerebro. Este mecanismo podría funcionar como un sistema de alerta ante un posible error.[5][6]

## Sentidos no humanos
- La electrorrecepción es la capacidad de detectar campos eléctricos; muchos peces tienen un sentido de electrorrecepción,[7] el cual estaría asociado al sistema de la línea lateral.
- La magnetorrecepción es la capacidad de detectar campos magnéticos. Los primeros animales en los que se descubrió este sentido fueron las palomas mensajeras, posteriormente se descubrió que también lo tenían otras aves,[8] algunas tortugas e insectos como las abejas.
- La ecolocalización es la capacidad de orientarse y desplazarse emitiendo sonidos, recibiendo e interpretando el eco recibido como hacen los murciélagos y algunos cetáceos.[9]

## Modalidades sensoriales
La modalidad sensorial se refiere a la forma en que se codifica la información, que es similar a la idea de transducción. Las principales modalidades sensoriales se pueden describir en función de cómo se transduce cada una. Enumerar todas las diferentes modalidades sensoriales implica separar los sentidos principales en categorías, o submodalidades, más específicas del sentido más amplio. Una modalidad sensorial individual representa la sensación de un tipo específico de estímulo. Por ejemplo, la sensación y percepción general del tacto, que se conoce como somatosensación, se puede separar en presión ligera, presión profunda, vibración, picazón, dolor, temperatura o movimiento del cabello, mientras que la sensación y percepción general del gusto se puede separar en submodalidades de dulce, salado, ácido, amargo, picante y umami, todos los cuales se basan en diferentes sustancias químicas que se unen a las neuronas sensoriales.

### Receptores
Los receptores sensoriales son las células o estructuras que detectan sensaciones. Los estímulos del entorno activan células receptoras especializadas en el sistema nervioso periférico. Durante la transducción, los receptores convierten el estímulo físico en potencial de acción y lo transmiten al sistema nervioso central para su procesamiento. Diferentes tipos de células receptoras detectan diferentes tipos de estímulos. Las células receptoras se pueden clasificar en tipos según tres criterios diferentes: tipo de célula, posición y función. Los receptores se pueden clasificar estructuralmente según el tipo de célula y su posición en relación con los estímulos que perciben. Los receptores se pueden clasificar además funcionalmente según la transducción de estímulos o cómo el estímulo mecánico, la luz o la sustancia química cambiaron el potencial de la membrana celular.

### Tipos de receptores estructurales

#### Ubicación
Una forma de clasificar los receptores se basa en su ubicación en relación con los estímulos. Un exteroceptor es un receptor que se ubica cerca de un estímulo del ambiente externo, como por ejemplo los receptores somatosensoriales que se ubican en la piel. Un interoceptor es aquel que interpreta estímulos de órganos y tejidos internos, como los receptores que detectan el aumento de la presión arterial en la aorta o el seno carotídeo.

#### Tipo de célula
Las células que interpretan la información sobre el entorno pueden ser (1) una neurona que tiene una terminación nerviosa libre, con dendritas incrustadas en el tejido que recibiría una sensación; (2) una neurona que tiene una terminación encapsulada en la que las terminaciones nerviosas sensoriales están encapsuladas en tejido conectivo que mejora su sensibilidad; o (3) una célula receptora especializada, que tiene distintos componentes estructurales que interpretan un tipo específico de estímulo. Los receptores del dolor y la temperatura en la dermis de la piel son ejemplos de neuronas que tienen terminaciones nerviosas libres (1). También se encuentran en la dermis de la piel corpúsculos laminares, neuronas con terminaciones nerviosas encapsuladas que responden a la presión y al tacto (2). Las células de la retina que responden a estímulos luminosos son un ejemplo de receptor especializado (3), un fotorreceptor.
Un receptor de proteína transmembrana es una proteína en la membrana celular que media un cambio fisiológico en una neurona, más a menudo a través de la apertura de canales iónicos o cambios en los procesos de señalización celular. Los receptores transmembrana son activados por sustancias químicas llamadas ligandos. Por ejemplo, una molécula de un alimento puede servir como ligando para los receptores del gusto. Otras proteínas transmembrana, que no se denominan exactamente receptores, son sensibles a cambios mecánicos o térmicos. Los cambios físicos en estas proteínas aumentan el flujo de iones a través de la membrana y pueden generar un potencial de acción o un potencial graduado en las neuronas sensoriales.

#### Tipos de receptores funcionales
Una tercera clasificación de los receptores es según la forma en que el receptor transduce los estímulos en cambios de potencial de membrana. Los estímulos son de tres tipos generales. Algunos estímulos son iones y macromoléculas que afectan a las proteínas receptoras transmembrana cuando estas sustancias químicas se difunden a través de la membrana celular. Algunos estímulos son variaciones físicas del entorno que afectan los potenciales de membrana de las células receptoras. Otros estímulos incluyen la radiación electromagnética de la luz visible. Para los humanos, la única energía electromagnética que perciben nuestros ojos es la luz visible. Algunos otros organismos tienen receptores de los que carecen los humanos, como los sensores de calor de las serpientes, los sensores de luz ultravioleta de las abejas o los receptores magnéticos de las aves migratorias.
Las células receptoras se pueden clasificar además según el tipo de estímulos que transducen. Los diferentes tipos de células receptoras funcionales son mecanorreceptores, fotorreceptores, quimiorreceptores (osmorreceptores), termorreceptores, electrorreceptores (en ciertos mamíferos y peces) y nociceptores. Los estímulos físicos, como la presión y la vibración, así como la sensación del sonido y la posición del cuerpo (equilibrio), se interpretan a través de un mecanorreceptor. Los fotorreceptores convierten la luz (radiación electromagnética visible) en señales. Los estímulos químicos pueden ser interpretados por un quimiorreceptor que interpreta los estímulos químicos, como el sabor o el olor de un objeto, mientras que los osmorreceptores responden a las concentraciones de solutos químicos de los fluidos corporales. La nocicepción (dolor) interpreta la presencia de daño tisular a partir de información sensorial de mecanorreceptores, quimiorreceptores y termorreceptores. Otro estímulo físico que tiene su propio tipo de receptor es la temperatura, que se detecta a través de un termorreceptor que es sensible a temperaturas superiores (calor) o inferiores (frío) a la temperatura corporal normal.

#### Umbrales

##### Umbral absoluto
Cada órgano de los sentidos (ojos o nariz, por ejemplo) requiere una cantidad mínima de estimulación para detectar un estímulo. Esta cantidad mínima de estímulo se llama umbral absoluto. El umbral absoluto se define como la cantidad mínima de estimulación necesaria para la detección de un estímulo el 50% del tiempo. El umbral absoluto se mide mediante un método llamado detección de señal. Este proceso implica presentar estímulos de diferentes intensidades a un sujeto para determinar el nivel en el que el sujeto puede detectar de manera confiable la estimulación en un sentido determinado.

##### Umbral diferencial
El umbral diferencial o diferencia apenas perceptible (en inglés just noticeable difference, JDS) es la diferencia más pequeña detectable entre dos estímulos, o la diferencia más pequeña en estímulos que pueden considerarse diferentes entre sí. La Ley de Weber es una ley empírica que establece que el umbral de diferencia es una fracción constante del estímulo de comparación. Según la ley de Weber, estímulos más grandes requieren que se noten diferencias más grandes.

Exponentes del poder humanode detección y la ley de potencia de Steven.

La estimación de magnitud es un método psicofísico en el que los sujetos asignan valores percibidos de estímulos dados. La relación entre la intensidad del estímulo y la intensidad perceptiva se describe mediante la ley de potencia de Steven.

## En la filosofía
Platón menciona, en su diálogo Fedón, que la vista y el oído son superiores al resto de los sentidos.
Ramon Llull consideró que el sexto sentido es la facultad por la que se conceptualizan y se llaman los seres que son percibidos por todos los demás sentidos. A esta facultad la llamó «afato».